# Chadli Amri
Chadli Amri (arabul: شادلي عامري; Saint-Avold, 1984. december 14. –) francia születésű algériai labdarúgó, a német negyedosztályú SV Elversberg csatára.